# Haff
Haff er betegnelsen for en type lavvandede strandsøer og laguner, ved Sydkysten af Østersøen som er adskilt fra havet ved lave sandtanger, til dels med store sandklitter. Det mest markante eksempel er Stettiner Haff i nærheden af Tysklands grænse til Polen.

## Eksterne kilder og henvisninger
- Haff på Store norske Leksikon

| Geografi/geologi | Spire Denne artikel om geografi er en spire som bør udbygges. Du er velkommen til at hjælpe Wikipedia ved at udvide den. |